# Imasgo
Imasgo o Imasgho è un dipartimento del Burkina Faso classificato come comune, situato nella provincia  di Boulkiemdé, facente parte della Regione del Centro-Ovest.
Il dipartimento si compone del capoluogo e di altri 5 villaggi: Danierma, Kanyalé, Lounga, Ouéra e Rana.